# Viktor Dyk
Viktor Dyk, född 31 december 1877 i Pšovka u Mělníka, Böhmen, Österrike-Ungern, död 14 maj 1931 nära Lopud, Kroatien, Kungariket Jugoslavien, var en tjeckisk poet, dramatiker, prosaförfattare, jurist, publicist och politiker.
Dyk blev senator 1925. Han skrev nationellt betonad lyrik av sarkastiskt lynne, Livets kraft (1898), Satirer och sarkasmer (1905), Fönstret (1921) med flera diktsamlingar. Dyk skrev även åtskilliga noveller samt författade två större romaner, tidsskildringar från 1890-talet (utgivna 1905 och 1907), rika på psykologiskt intressanta detaljer i lös journalistisk krönikeform. Ett versdrama, Don Quijotes självbesinning (1913) fick god kritik.